# Teatro comunale (Ferrara)
Il teatro comunale di Ferrara è il più importante teatro di Ferrara, costruito tra il 1773 ed il 1797 su progetto di Antonio Foschini e Cosimo Morelli. Si trova in corso Martiri della Libertà, in pieno centro storico a pochi metri dal Castello Estense.
Il 21 marzo 2014 il teatro è stato dedicato alla memoria di Claudio Abbado.

## Storia
Ferrara possedeva già dal XV secolo una ricca tradizione di spettacoli e rappresentazioni teatrali fino a quando, verso i primi anni del Seicento, alcune famiglie di patrizi eressero i primi teatri della città: si ebbero così il "Teatro degli Intrepidi", il "Teatro della Sala Grande", il "Teatro in Cortile", il "Teatro Bonacossa" (primo teatro pubblico a pagamento della città) e il "Teatro Scroffa".
Alla fine del settecento l'offerta teatrale è ormai inadeguata a una società in evoluzione: anche a Ferrara sta emergendo una classe borghese in grado di orientare le scelte della pubblica amministrazione. Matura così la richiesta di un teatro capace ed elegante, costruito per volontà e con finanziamenti pubblici, che integri le attività dei due teatri in funzione. Verso il 1773 il Cardinale Legato Borghese commissiona a Antonio Foschini e Cosimo Morelli il progetto del nuovo teatro, del quale era già stata individuata l'area per la sua costruzione: si trattava di un'area centrale denominata "Isola del Cervo" che ospitava alcune stalle e botteghe e aveva il vantaggio di essere poco popolosa e di essere collocata di fronte al Castello Estense, all'incrocio con Corso Giovecca. Nel 1778 i lavori del teatro subiscono svariati ritardi fino a fermarsi completamente quando il Cardinale Carafa affida a Giuseppe Campana un nuovo progetto che non viene ben accolto all'arrivo del nuovo Cardinal Legato, lo Spinelli, che mette sotto inchiesta l'operato di Campana con pesanti accuse riguardanti la mancanza di finanziamenti e l'incompetenza dell'operato di Campana e della fabbrica.

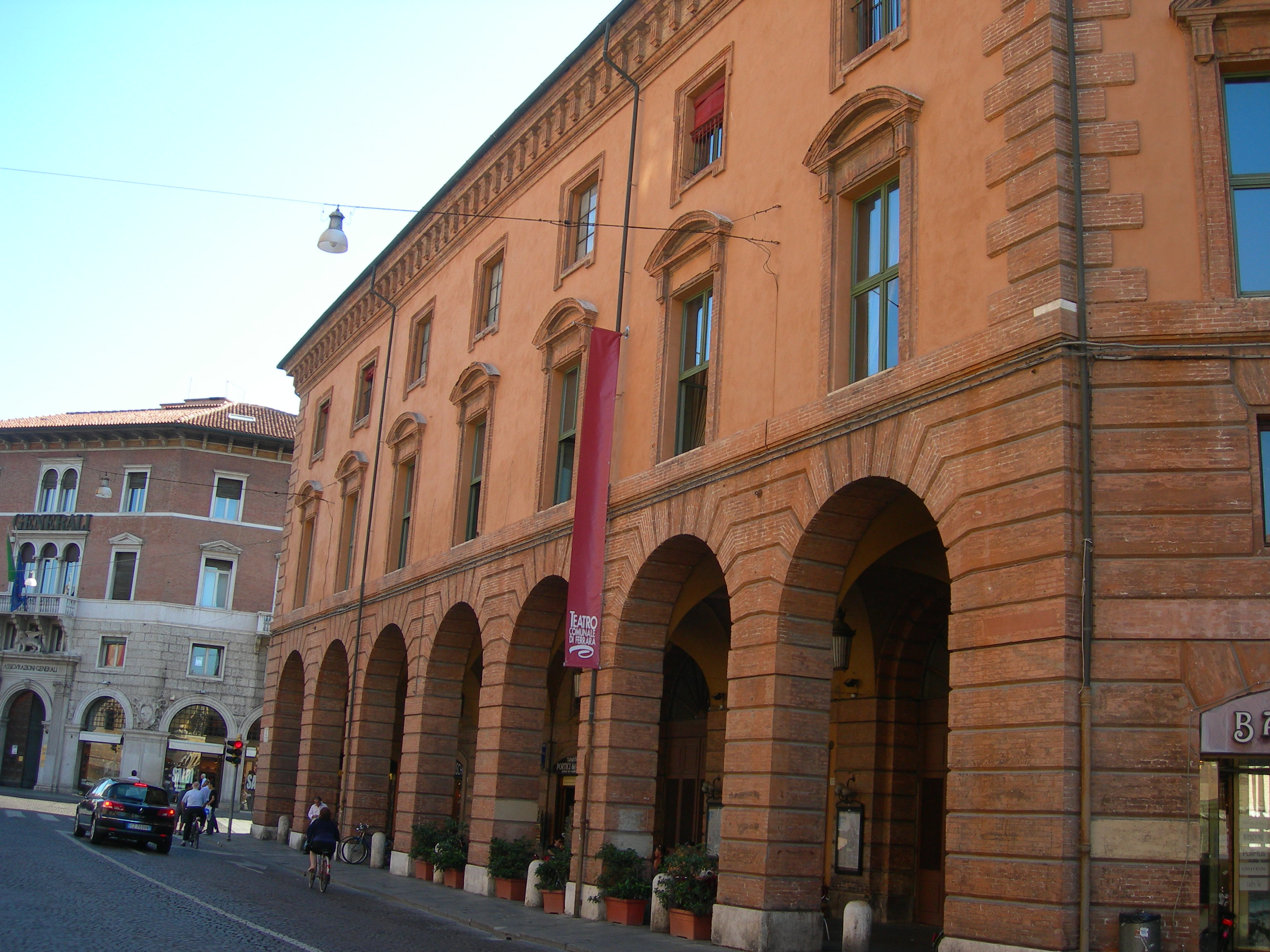
Facciata del Teatro su corso Martiri della Libertà. Sullo sfondo il Palazzo delle Assicurazioni Generali.

Seguirono numerose liti fra i progettisti e gli interessati alla fabbrica arrivando anche alle vie legali e giudiziarie mentre i lavori del teatro continuavano a restare fermi. Qualche tempo dopo si arrivò alla decisione di riprendere in mano una parte del progetto di Campana già realizzato e di coinvolgere nuovamente Cosimo Morelli e Antonio Foschini: a Morelli viene affidata la realizzazione della "Rotonda" (che verrà in seguito nominata "Rotonda Foschini") e del completamento della facciata mentre a Foschini spetterà la costruzione del vestibolo anteriore con le botteghe, lo scalone d'onore e le stanze del piano nobile.
Finalmente, a lavori ultimati, dopo tante diatribe anche proveniente da Morelli e Foschini che non ebbero mai accettato appieno i propri incarichi, il Teatro Comunale venne inaugurato il 2 settembre 1798 con l'opera Gli Orazi e i Curiazi di Cimarosa nella versione di Marco Portogallo.
Dopo la sua ultimazione furono numerosi i restauri e gli interventi fatti al teatro. Nel corso del 1825-1826 vennero eseguiti i primi restauri atti a sostituire le attuali decorazioni oltre che all'abbellimento della volta con una rappresentazione dell'Apoteosi dell'Ariosto.
Negli anni '40 del Novecento il teatro cade in disuso per via dell'occupazione di alcuni locali da parte delle truppe tedesche e dagli sfollati che decretarono il degrado dell'edificio. Venne successivamente riaperto nel 1956 fino a quando fu decretato inagibile e quindi chiuso. Successivamente dal 1961 al 1964 il teatro subì una ristrutturazione completa ad opera di Carlo Savonuzzi che, nonostante fosse attivo nell'architettura razionalista, seppe ridare slancio e vigore agli ambienti ormai degradati riportandoli all'antico splendore.
Dopo le ultime riqualificazioni degli interni nel 1987, è stato necessario migliorare l'acustica della sala, peraltro già buona, dopo che il maestro Claudio Abbado decise di insediarvi la Chamber Orchestra of Europe.

## Architettura

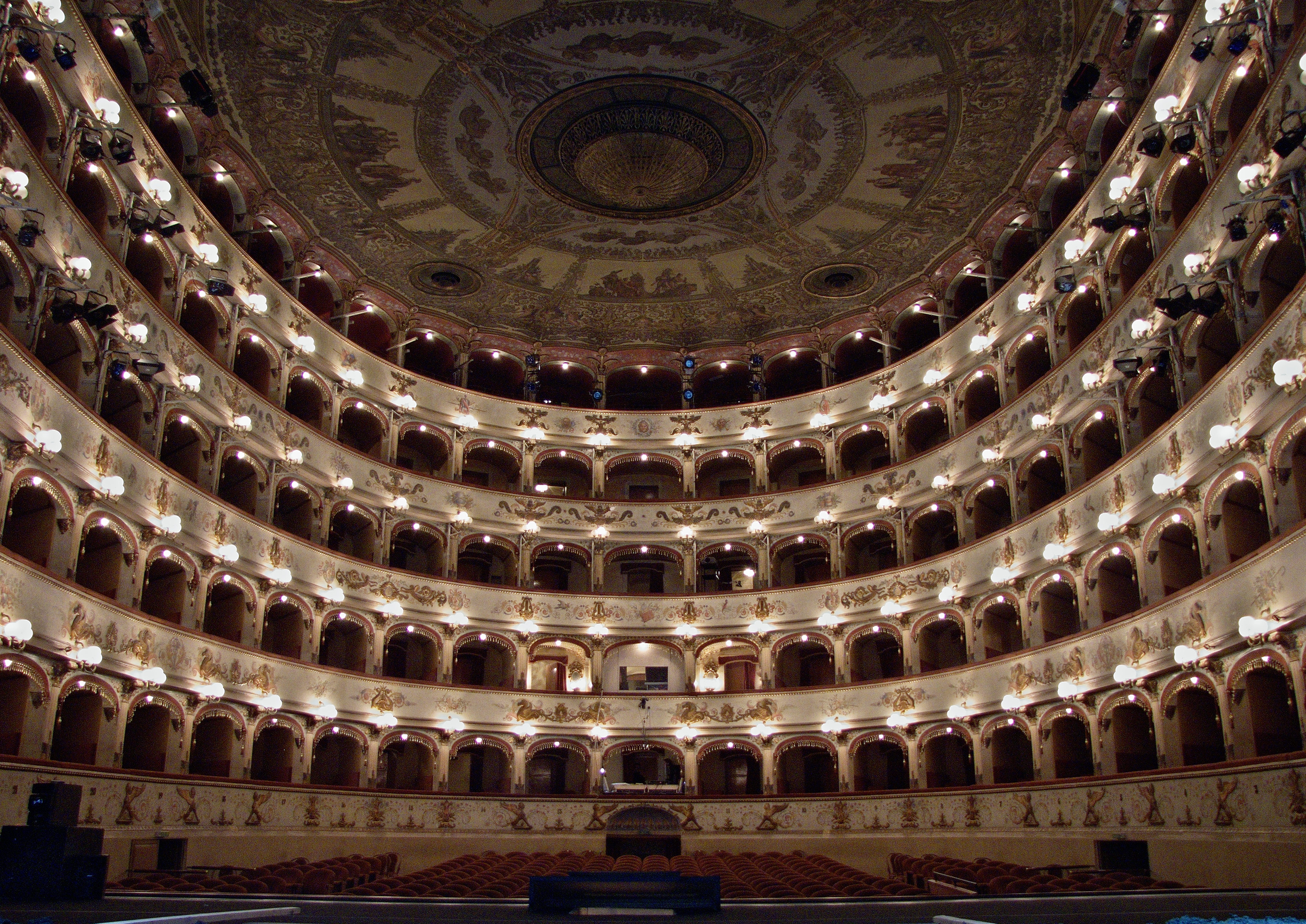
Teatro comunale di Ferrara, Auditorium

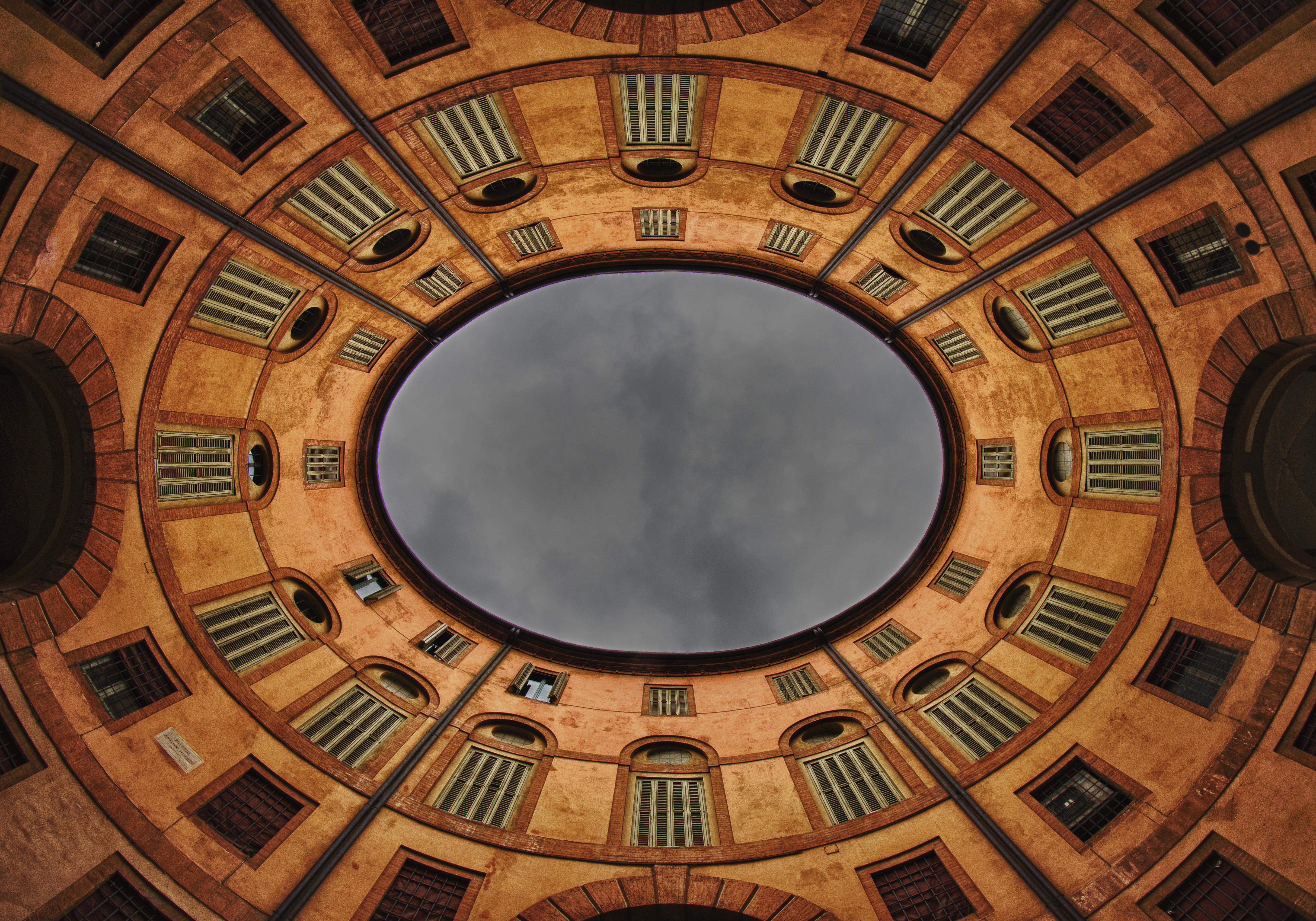
Teatro comunale di Ferrara, Rotonda Foschini

Il teatro segue le linee generali del cosiddetto "teatro all'italiana" e rappresenta l'architettura teatrale più armonica d'Italia, nonostante la sua burrascosa costruzione. L'importanza architettonica viene in primo luogo rappresentata dalla collocazione urbanistica dell'edificio, situato all'incrocio fra due strade cittadine importanti, il quale riesce perfettamente ad inserirsi senza stravolgere o sacrificare le aree dei palazzi limitrofi. Altro elemento di rilievo risulta l'architettura stessa della facciata che appare sobria e non particolarmente ricercata e decorata, costituita da sette archi che rifiutano la monumentalità preferendo uno stile sobrio. La particolarità dell'edificio è accentuata dalla presenza della cosiddetta "Rotonda Foschini", ovvero un piccolo cortile interno a forma ellittica che permetteva un tempo alle carrozze di entrare dal porticato di fronte al Castello Estense e di raggiungere Corso Giovecca. Il rapporto fra teatro e spazio urbano trova completamento con la facciata d'angolo che regala slancio alla struttura e ne sminuisce le caratteristiche strutturali.
Ma se all'esterno il teatro sembra rifiutare le proprie funzioni architettoniche, all'interno è costituito da un'organizzazione ben distribuita degli spazi.
All'interno la struttura è caratterizzata da un ampio vestibolo che porta allo scalone d'onore che dà accesso alla platea. La pianta ha forma ellittica o a ferro di cavallo e caratterizzata dalla presenza dei cinque ordini di palchi che salgono fino al soffitto a volta ribassata. Il palcoscenico, ancora oggi di notevoli dimensioni, era invece dotato di un proscenio architettonico che serviva a non separare nettamente il palco dalla sala.

### Rotonda Foschini
Parte integrante dell'architettura del teatro, rappresenta un piccolo cortile ovale interno anche se è da sempre stato progettato per il transito delle carrozze da Corso Martiri della Libertà a Corso Giovecca. Oggi la Rotonda, dedicata ad Antonio Foschini, è stata riqualificata con il rifacimento delle pareti ovali e con l'aggiunta di un'adeguata illuminazione. Non è più aperta al traffico ed è adibita a zona pedonale nella quale vengono svolte anche manifestazioni o convegni di ogni sorta. Vi si può accedere attraverso due sottopossaggi aperti sulle due strade sulle quali si ergono le pareti del teatro.

## Attività teatrali

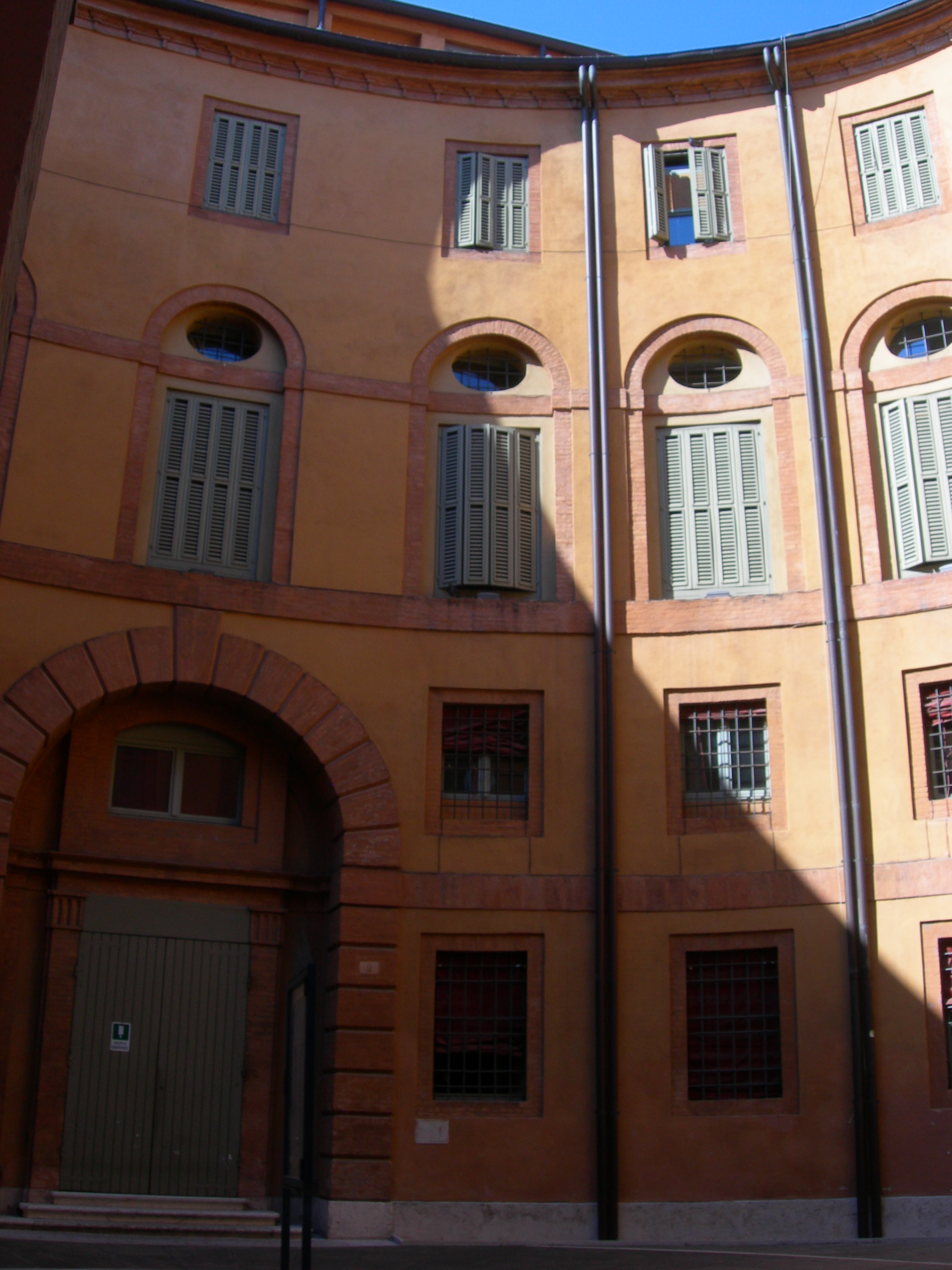
L'interno della Rotonda Foschini

Il teatro offre un ampio scenario di opere e rappresentazioni di prosa, danza, lirica, concerti e teatro sperimentale per un insieme di oltre 160 spettacoli all'anno registrando più di 25.000 presenze. Possono essere ricordate le seguenti rappresentazioni degne di importanza:
- per le attività liriche il Comunale si avvalse dai primi anni Novanta della collaborazione di Claudio Abbado, che ha diretto alcune fra le più importanti e rappresentative opere del settore come Il viaggio a Reims di Gioachino Rossini, Le nozze di Figaro, Don Giovanni e Così fan tutte per la trilogia mozartiana mentre Falstaff e Simon Boccanegra per le opere di Verdi;
- per la danza il Comunale organizza dal 2000 la rassegna "Prime visioni festival" che fra novembre e dicembre accoglie alcune prime nazionali e il debutto di coreografi provenienti da tutto il mondo;
- la prosa rappresenta l'attrazione di pubblico più numerosa e più costante che conta dai 9 ai 12 titoli all'anno. Al Comunale hanno partecipato nomi importanti come Giorgio Strehler, Tadeusz Kantor, Peter Brook e Eimuntas Nekrošius.

Tra le prime assolute che hanno avuto luogo c'è il Ciro in Babilonia di Gioachino Rossini (14 marzo 1812) con Marietta Marcolini ed Elisabetta Manfredini. 
Il 21 marzo 1813 fu rappresentata per la prima volta il Tancredi di Rossini nella sua seconda versione.